# Černá zmije
Černá zmije (v anglickém originále Blackadder) je britský komediální televizní seriál s Rowanem Atkinsonem v hlavní roli. Ve Velké Británii byl vysílán v letech 1983 až 1989. V Česku ho s českým dabingem nejprve vysílala v roce 1994 TV Nova, v roce 2012 byl uveden na České televizi s novou verzí dabingu (se kterou již v roce 2008 vyšel na DVD).
Natočeny byly čtyři řady a několik speciálních dílů, pokaždé z jiného historického období – spojujícím prvkem je hlavní hrdina Edmund Černá zmije a jeho sluha Baldrick. Každá řada má v originále své vlastní jméno (v češtině jsou jen odlišeny římskou číslicí) a často se každá z řad považuje za samostatný seriál. Pod první řadou jsou autorsky podepsáni Richard Curtis a Rowan Atkinson, od druhé řady pak Atkinsona nahradil Ben Elton. V roce 2004 byla Černá zmije v anketě BBC zvolena druhým nejlepším britským sitcomem všech dob.

## Postavy
Každá řada je situována do jiného historického období, s čímž souvisí i jiné role hrané jednotlivými postavami. Hlavní hrdina seriálu, Edmund Černá zmije, je cynický prospěchář, který se snaží využít každé příležitosti k obohacení a zisku postavení, což se mu málokdy podaří. Ve všech řadách ho doprovází jeho pobočník, věrný sluha Baldrick. Mezi další významné nebo opakující se postavy patří lord Percy, Melchett, královna Alžběta I., princ regent a lord Flasheart. Kromě nich se zde také objevuje pod různými jmény postava pleticháře a mistra převleků toužícího po trůnu a postava superhrdiny, jehož přehnané sebevědomí a povýšené chování je parodií na podobné postavy z jiných seriálů a filmů. Zvyklostí je, že v posledním dílu každé řady zemře alespoň jedna z postav, většinou však všechny.

## Seznam dílů

### První řada (1983)
První řada (The Black Adder) je situována do pozdního středověku, konkrétně do roku 1485, a začíná v předvečer bitvy na Bosworthském poli. Edmund Černá zmije zde vystupuje jako syn Richarda IV., synovce Richarda III., který se ujímá vlády poté, co Edmund krále ve zmíněné bitvě zabije. Dále v díle Arcibiskup je zmiňováno obeslání všech 3 papežů (Velké papežské schisma však trvalo od Koncilu v Pise 1409 do ukončení Koncilu v Kostnici 1417).
V prvním díle této řady si také Edmund vymyslí jméno, pod kterým má v plánu vejít do dějin: Edmund Černá zelenina. Ale poslechne Baldricka a jméno si vzápětí změní na méně úsměvné Edmund Černá zmije.
| Č. v seriálu | Č. v řadě | Původní název              | Český název                                                       | Režie           | Scénář                         | Premiéra ve VB    | Premiéra na TV Nova | Premiéra na ČT |
| ------------ | --------- | -------------------------- | ----------------------------------------------------------------- | --------------- | ------------------------------ | ----------------- | ------------------- | -------------- |
| 1            | 1         | The Foretelling            | Věštba                                                            | Martin Shardlow | Rowan Atkinson, Richard Curtis | 15. června 1983   | 6. července 1994    | 9. září 2012   |
| 2            | 2         | The Queen of Spain's Beard | Vous královny španělské (DVD, ČT) Vousy španělské královny (Nova) | Martin Shardlow | Rowan Atkinson, Richard Curtis | 6. července 1983  | 7. července 1994    | 16. září 2012  |
| 3            | 3         | The Archbishop             | Arcibiskup                                                        | Martin Shardlow | Rowan Atkinson, Richard Curtis | 29. června 1983   | 11. července 1994   | 23. září 2012  |
| 4            | 4         | Born to Be King            | Zrozen pro trůn královský (DVD, ČT) Zrozen ke kralování (Nova)    | Martin Shardlow | Rowan Atkinson, Richard Curtis | 22. června 1983   | 12. července 1994   | 30. září 2012  |
| 5            | 5         | Witchsmeller Pursuivant    | Čáryčichač a lovec čarodějnic (DVD, ČT) Lovec čarodějnic (Nova)   | Martin Shardlow | Rowan Atkinson, Richard Curtis | 13. července 1983 | 13. července 1994   | 7. října 2012  |
| 6            | 6         | The Black Seal             | Černá pečeť                                                       | Martin Shardlow | Rowan Atkinson, Richard Curtis | 20. července 1983 | 14. července 1994   | 14. října 2012 |

### Druhá řada (1986)
Druhá řada (Blackadder II) je situována do Anglie za vlády královny Alžběty I., do doby hrdinských zámořských výprav.
| Č. v seriálu | Č. v řadě | Původní název | Český název                  | Režie           | Scénář                    | Premiéra ve VB | Premiéra na TV Nova | Premiéra na ČT     |
| ------------ | --------- | ------------- | ---------------------------- | --------------- | ------------------------- | -------------- | ------------------- | ------------------ |
| 7            | 1         | Bells         | Zvony                        | Mandie Fletcher | Richard Curtis, Ben Elton | 9. ledna 1986  | 18. července 1994   | 21. října 2012     |
| 8            | 2         | Head          | Hlava                        | Mandie Fletcher | Richard Curtis, Ben Elton | 16. ledna 1986 | 19. července 1994   | 4. listopadu 2012  |
| 9            | 3         | Potato        | Brambora                     | Mandie Fletcher | Richard Curtis, Ben Elton | 23. ledna 1986 | 20. července 1994   | 11. listopadu 2012 |
| 10           | 4         | Money         | Peníze                       | Mandie Fletcher | Richard Curtis, Ben Elton | 6. února 1986  | 21. července 1994   | 18. listopadu 2012 |
| 11           | 5         | Beer          | Pivo                         | Mandie Fletcher | Richard Curtis, Ben Elton | 13. února 1986 | 25. července 1994   | 25. listopadu 2012 |
| 12           | 6         | Chains        | Okovy (DVD, ČT) Pouta (Nova) | Mandie Fletcher | Richard Curtis, Ben Elton | 20. února 1986 | 26. července 1994   | 2. prosince 2012   |

### Třetí řada (1987)
Ve třetí řadě (Blackadder the Third), která se odehrává na přelomu 18. a 19. století, dochází k mírnému prohození rolí: Edmund zde představuje sluhu Prince z Walesu.
| Č. v seriálu | Č. v řadě | Původní název        | Český název                                               | Režie           | Scénář                    | Premiéra ve VB | Premiéra na TV Nova | Premiéra na ČT    |
| ------------ | --------- | -------------------- | --------------------------------------------------------- | --------------- | ------------------------- | -------------- | ------------------- | ----------------- |
| 13           | 1         | Dish And Dishonesty  | Vůl a volby (DVD, ČT) Plány a nepoctivost (Nova)          | Mandie Fletcher | Richard Curtis, Ben Elton | 17. září 1987  | 27. července 1994   | 9. prosince 2012  |
| 14           | 2         | Ink And Incapability | Spis a spisovatelé (DVD, ČT) Inkoust a neschopnost (Nova) | Mandie Fletcher | Richard Curtis, Ben Elton | 24. září 1987  | 28. července 1994   | 16. prosince 2012 |
| 15           | 3         | Nob And Nobility     | Arest a aristokracie (DVD, ČT) Drchnička a šlechta (Nova) | Mandie Fletcher | Richard Curtis, Ben Elton | 1. října 1987  | 2. srpna 1994       | 25. ledna 2013†   |
| 16           | 4         | Sense And Senility   | Sen a senilita (DVD, ČT) Cit a senilita (Nova)            | Mandie Fletcher | Richard Curtis, Ben Elton | 8. října 1987  | 3. srpna 1994       | 1. února 2013†    |
| 17           | 5         | Amy And Amiability   | Žně a ženich (DVD, ČT) Roztomilá Amy (Nova)               | Mandie Fletcher | Richard Curtis, Ben Elton | 15. října 1987 | 4. srpna 1994       | 8. února 2013†    |
| 18           | 6         | Duel And Duality     | Duel a dualita (DVD, ČT) Souboj a dvojník (Nova)          | Mandie Fletcher | Richard Curtis, Ben Elton | 22. října 1987 | 9. srpna 1994       | 15. února 2013†   |

### Čtvrtá řada (1989)
Čtvrtá řada (Blackadder Goes Forth) se odehrává za 1. světové války, v roce 1917, převážně v rozbahněných zákopech v první britské linii. Černá zmije zde má hodnost kapitána, Baldrick dosáhl na hodnost svobodníka a ústřední trojici tentokrát doplňuje poručík George. V této řadě se Edmund především snaží vyhnout sebevražednému útoku na nepřátelské pozice.
| Č. v seriálu | Č. v řadě | Původní název       | Český název                                     | Režie         | Scénář                    | Premiéra ve VB    | Premiéra na TV Nova | Premiéra na ČT   |
| ------------ | --------- | ------------------- | ----------------------------------------------- | ------------- | ------------------------- | ----------------- | ------------------- | ---------------- |
| 19           | 1         | Captain Cook        | Frontový malíř (DVD, ČT) Kapitán Cook (Nova)    | Richard Boden | Richard Curtis, Ben Elton | 28. září 1989     | 10. srpna 1994      | 22. února 2013†  |
| 20           | 2         | Corporal Punishment | Polní soud                                      | Richard Boden | Richard Curtis, Ben Elton | 5. října 1989     | 11. srpna 1994      | 1. března 2013†  |
| 21           | 3         | Major Star          | První dáma                                      | Richard Boden | Richard Curtis, Ben Elton | 12. října 1989    | 16. srpna 1994      | 8. března 2013†  |
| 22           | 4         | Private Plane       | Letecká esa (DVD, ČT) Letecký kurz (Nova)       | Richard Boden | Richard Curtis, Ben Elton | 19. října 1989    | 17. srpna 1994      | 15. března 2013† |
| 23           | 5         | General Hospital    | Vojenský lazaret (DVD, ČT) Polní lazaret (Nova) | Richard Boden | Richard Curtis, Ben Elton | 26. října 1989    | 18. srpna 1994      | 22. března 2013† |
| 24           | 6         | Goodbyeee           | Sboheeem (DVD, ČT) Sbohem (Nova)                | Richard Boden | Richard Curtis, Ben Elton | 2. listopadu 1989 | 24. srpna 1994      | 29. března 2013† |

### Speciální díly
Kromě dílů zařazených do čtyř řad byly natočeny ještě další 3 speciální díly, jejichž hrdinou je opět Edmund Černá zmije. 

| Speciál | Název                          | Český název                        | Režie         | Scénář                    | Premiéra ve VB    | TV premiéra v ČR  | Původní pořadí                                    |
| ------- | ------------------------------ | ---------------------------------- | ------------- | ------------------------- | ----------------- | ----------------- | ------------------------------------------------- |
| 1       | Blackadder: The Cavalier Years | Léta kavalírů                      | Richard Boden | Richard Curtis, Ben Elton | 5. února 1988     | -                 | speciál Comic Relief mezi 3. a 4. řadou, 15 minut |
| 2       | Blackadder's Christmas Carol   | Vánoční koleda u Černé zmije       | Richard Boden | Richard Curtis, Ben Elton | 23. prosince 1988 | -                 | vánoční speciál mezi 3. a 4. řadou, 43 minut      |
| 3       | Blackadder: Back & Forth       | Bestián: Kupředu, zpátky jen krok! | Paul Weiland  | Richard Curtis, Ben Elton | 31. prosince 1999 | 31. prosince 2001 | speciál k miléniu po 4. řadě, 33 minut            |

Existuje také několik jednorázových skečů, rozhlasových vystoupení, televizních dokumentů a DVD bonusů.

## Produkce

### Vývoj seriálu
S nápadem původně přišli Rowan Atkinson a Richard Curtis. Protože se chtěli vyhnout srovnání s jiným velmi úspěšným sitcomem Hotýlek (za kterým stál John Cleese z britské komediální skupiny Monty Python), rozhodli se pro historický sitcom. V roce 1982 vznikl nikdy neodvysílaný pilotní díl, který tvůrcům zajistil smlouvu na šestidílný seriál. Rozpočet byl velkorysý a tak se natáčelo v exteriérech, hlavně na hradě Alnwick a v jeho okolí. Další peníze šly do rozsáhlého komparsu, koní a drahých středověkých kostýmů. Atkinson o natáčení první řady řekl:
První série byla trochu zvláštní, taková extravagantní. Těch šest dílů stálo milion liber... [což] bylo hodně peněz na utracení... Všechno to vypadalo skvěle, ale nebylo to tak vtipné, jak jsme chtěli.
Kvůli vysoké ceně první řady se v BBC zdráhali podepsat smlouvu na další řadu, dokud se sitcom podstatně nevylepší a nesníží se náklady – vyjednávání nakonec trvalo tři roky. Atkinson se už nechtěl na sitcomu podílet i autorsky, a tak ho nahradil spisovatel a komik Ben Elton.
Černá zmije II se už natáčela pouze ve studiu (a to před živým obecenstvem, na rozdíl od první řady, kde se divákům pouštěly už hotové díly). Elton přidal více vtipů a také navrhl zásadní změny v charakterech postav: z Baldricka se stal hloupý pobočník, zatímco Edmund Černá zmije se proměnil v prohnaného patolízala. Tento model byl pak používán i v dalších řadách.
Do exteriérů se natáčení vrátilo až ve speciálním dílu Kupředu, zpátky jen krok, jehož rozpočet byl odhadován na tři miliony liber. Ten už ale společnost BBC nefinancovala sama – podíleli se na něm i společnosti Tiger Aspect, Sky Television a the New Millennium Experience Company.

### Hlavní role
- Rowan Atkinson jako Edmund Černá zmije, hlavní hrdina celého seriálu.
- Tony Robinson jako Baldrick, Edmundův sluha.
- Stephen Fry jako Melchett: ve druhé řadě je to Lord Melchett, podlézavý rádce královny Alžběty I., a ve čtvrté řadě je to hlučný generál Melchett. Kromě toho hrál Fry i lorda Wellingtona ve třetí řadě a několik různých postav se speciálním dílu Kupředu, zpátky ani krok.
- Tim McInnerny jako Lord Percy Percy, Edmundův prostoduchý společník v první a druhé řadě. Ve čtvrté řadě hrál McInnerny kapitána Kevina Darlinga – tuto roli si pak zopakoval i ve speciálním dílu Kupředu, zpátky jen krok. Ve třetí řadě se objevil pouze jako hostující postava Drchnička Rolní (The Scarlet Pimpernel).
- Hugh Laurie jako George ve třetí (princ regent) a čtvrté řadě (poručík George). Laurie se krátce objevil i v druhé řadě jako Simon Partridge a poté jako Princ Ludwig Nezničitelný – tuto roli si pak zopakoval i ve speciálním dílu Kupředu, zpátky jen krok.
- Miranda Richardson jako královna Alžběta I. ve druhé řadě (a také ve speciálních dílech Kupředu, zpátky ani krok a Vánoční koleda u Černé zmije). Hostovala i ve třetí řadě jako Amy Hardwoodová (loupežník Shadow) a ve čtvrté řadě jako vzorná zdravotní sestra Mary.

### Titulní píseň
Titulní píseň od Howarda Goodalla si v seriálu udržuje stále stejnou melodii, její styl se ale mění podle období, do kterého jsou jednotlivé řady zasazeny. V první řadě jsou tak použity hlavně trubka a tympány, přičemž fanfáry mají evokovat zvuk typických středověkých dvorních fanfár. V druhé řadě je to zobcová flétna, smyčcové kvarteto a elektrická kytara. Třetí řadě používá hoboj, violoncello a cembalo (ve stylu menuetu). Ve čtvrté řadě je píseň hrána vojenskou kapelou, ve speciálním dílu Vánoční koleda u Černé zmije je zpívána koledníky a v ostatních speciálních dílech je nahrána orchestrem.

## Pokračování
Tvůrci i představitelé hlavních rolí jsou pravidelně dotazováni na možnost pokračování slavného seriálu, buď ve formě 5. řady nebo filmu. Přestože oficiálně zatím nebylo potvrzeno nic, existuje mnoho více či méně propracovaných návrhů:
- 60. léta (rocková skupina Black Adder Five)[18]
- Ruská revoluce (Red Adder – Rudá zmije – jako poručík tajné policie)[19]
- Divoký západ
- Pravěk (neandrtálec Černá zmije)
- Holocaust/zajatecký tábor za 2. světové války[20]
- Budoucnost (Star Adder – Hvězdná zmije)[21]
- Batadder (parodie na Batmana)

## Média
Všechny čtyři řady a speciál Vánoční koleda u Černé zmije jsou dostupné na DVD s novým českým dabingem, tato verze je známá z pozdějšího televizního uvedení na České televizi.
V roce 2008 vyšla v nakladatelství XYZ kniha s názvem Černá zmije: Celá ta mizerná dynastie 1485–1917, která obsahuje kompletní scénáře a bonusové „dobové doplňky“.